# اوگاتا، آکیتا
اوگاتا، آکیتا (به لاتین: Ōgata, Akita) یک منطقهٔ مسکونی در ژاپن است که در Minamiakita District واقع شده‌است. اوگاتا ۱۷۰٫۱۱ کیلومترمربع مساحت و ۳٬۱۰۸ نفر جمعیت دارد.